# Cây cứt lợn
Cây cứt lợn (tên khoa học Ageratum conyzoides), còn gọi là cây hoa ngũ vị, cây bù xít, thắng hồng kế, cỏ hôi, cỏ thúi địt (địt ở đây có nghĩa là rắm), là một loài cây thuộc họ Cúc. Cây thường được dùng như một loài cây thuốc.

## Mô tả

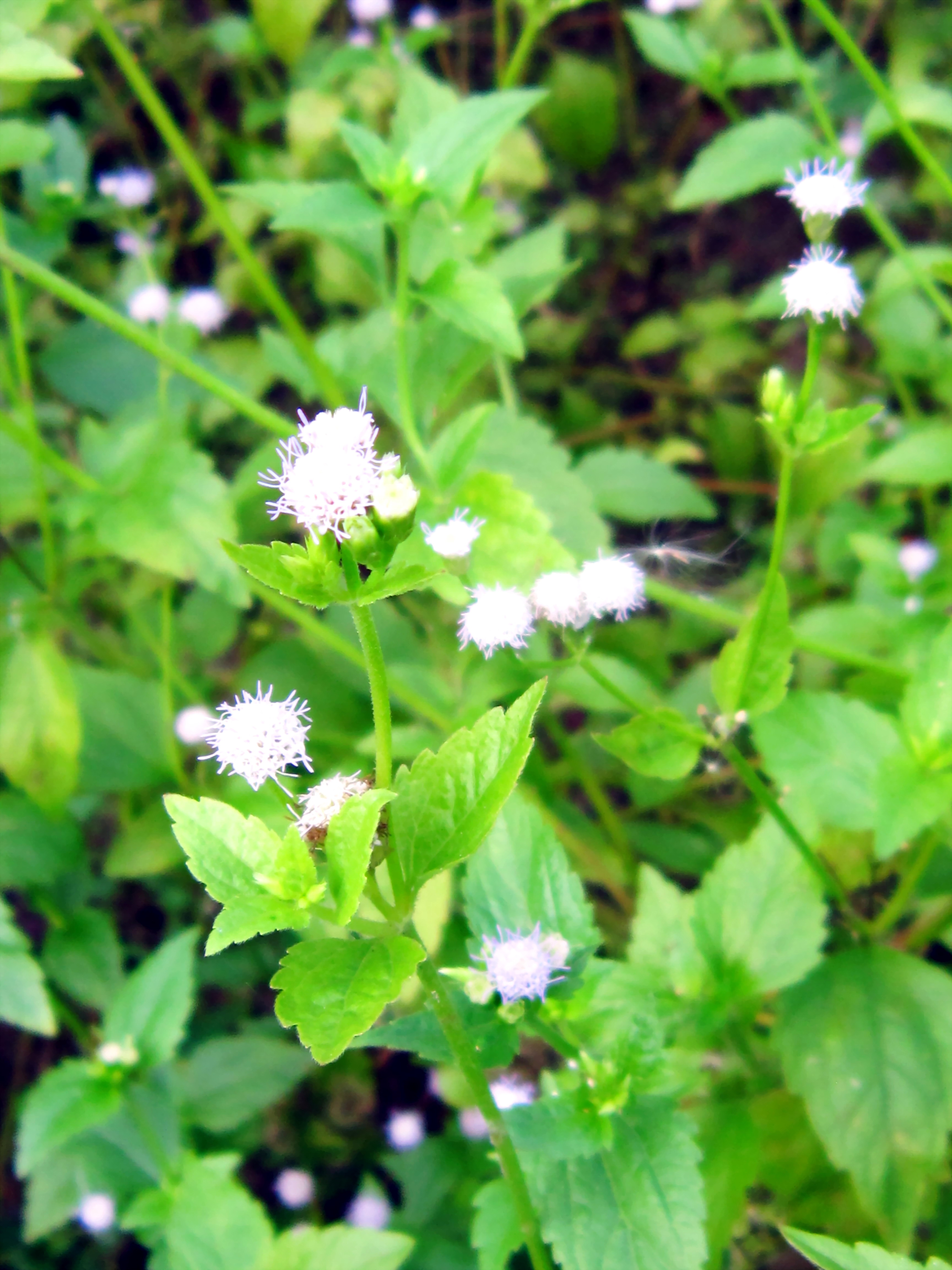
Cây cứt lợn ở miền Nam Việt Nam

Cứt lợn là một loài cây nhỏ, mọc hằng năm, thân có nhiều lông nhỏ, mềm, cao khoảng 25–50 cm, thường mọc hoang. Lá mọc đối xứng hình trứng hay ba cạnh, dài từ 2–6 cm, rộng 1–3 cm, mép có răng cưa tròn, hai mặt đều có lông, mặt dưới có màu nhạt hơn. Hoa nhỏ, màu tím xanh. Quả màu đen, có 5 sống dọc.

## Thành phần hóa học
Tinh dầu, Alcaloid, Saponin.

## Công dụng dược lý

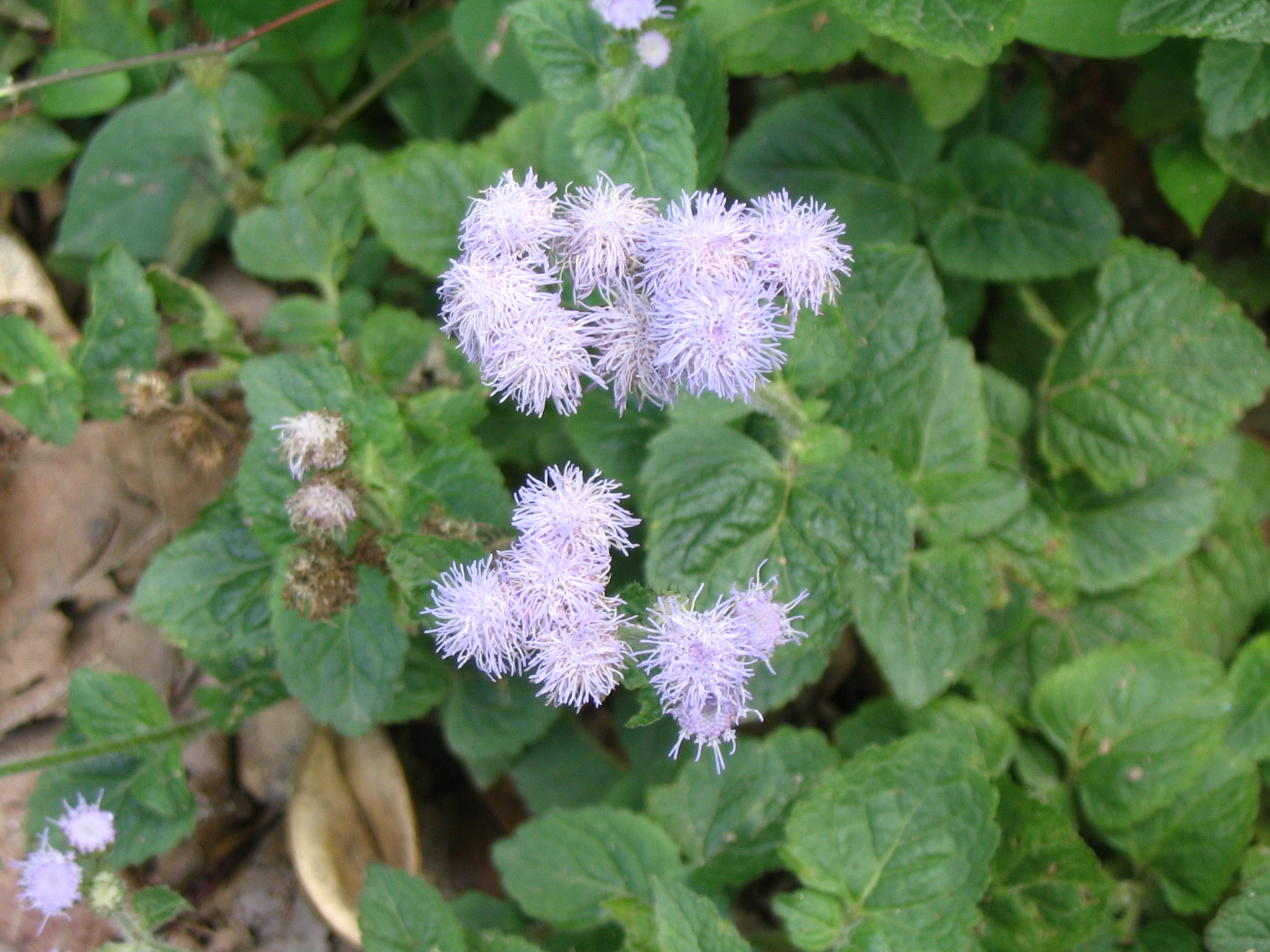
Cây cứt lợn (nhìn từ trên xuống) ở Hồng Kông

- Chữa phụ nữ bị rong huyết sau khi sinh nở.
- Chữa viêm xoang, viêm mũi dị ứng
- Phối hợp với nước bồ kết để gội đầu có tác dụng sạch gầu, trơn tóc.

Theo Đông y, cây hoa cứt lợn có vị cay, đắng, tính mát; vào 2 kinh Thủ thái âm Phế và Thủ quyết âm Tâm bào. Có tác dụng thanh nhiệt, giải độc, sát trùng, tiêu thủng, trục ứ. Dùng chữa cảm mạo phát sốt, các chứng bệnh yết hầu sưng đau, ung thủng, mụn nhọt... Sách Quảng Đông trung dược còn nói dùng để trị bệnh sa tử cung và u tử cung.
Liều dùng khi uống trong: từ 15 - 30 g khô (hoặc 30 - 60 g tươi), sắc với nước uống hoặc giã vắt lấy nước cốt uống; dùng ngoài không kể liều lượng.
Bài thuốc chữa viêm xoang: cây tươi rửa sạch, giã nát, vắt lấy nước tẩm vào bông, dùng bông nhét vào lỗ mũi. Chữa rong huyết sau khi sinh nở: 30-50g cây tươi, rửa sạch, giã nát, vắt lấy nước uống trong ngày.
Một số ứng dụng cụ thể:
- Phụ nữ bị rong huyết sau khi sinh nở: Trong dân gian có kinh nghiệm hái chừng 30 - 50 g cây hoa cứt lợn tươi, đem về rửa sạch, giã nát, vắt lấy nước cốt và chia 3 lần uống trong ngày. Uống liên tục trong 3 - 4 ngày (Những cây thuốc và vị thuốc VN).
- Trị các chứng bệnh ở yết hầu (bao gồm cả bạch hầu): Hái chừng 30 - 60 g lá cây hoa cứt lợn tươi; giã nát vắt lấy nước cốt, hòa thêm nước và đường phèn vào, chia 3 lần uống trong ngày; cũng có thể lấy lá phơi khô, tán mịn, dùng làm thuốc bột - ngậm và nuốt dần xuống họng (Tuyền Châu bản thảo).
- Trị nhọt độc sưng đau: Nhổ cả cây hoa cứt lợn, rửa sạch, trộn với cơm nguội, thêm chút muối, trộn đều, giã nát, đắp vào chỗ có bệnh (Tuyền Châu bản thảo).
- Trị "ngư khẩu tiện độc" (chỉ nên tham khảo, vì cần tìm hiểu thêm): Lá cây hoa cứt lợn tươi 100 - 120 g, trà bính 15 g. Tất cả đem giã nát, hơ nóng rồi đắp vào chỗ bị bệnh (Phúc Kiến dân gian thảo dược). "Ngư khẩu tiện độc" là tên chứng bệnh ngoại khoa của Đông y, do bị bệnh giang mai, hạch bạch huyết ở bẹn sưng tấy (Syphilitic buto), nếu sưng hạch ở bên trái thì Đông y gọi là "ngư khẩu", còn ở bên phải gọi là "tiện độc".
- Sưng đau do giãn gân, sái xương: Lấy một nắm cây hoa cứt lợn khô, cho vào lò đốt cháy và hun khói vào chỗ đau (Phúc Kiến dân gian thảo dược).
- Cảm mạo phát sốt: Lấy cây hoa cứt lợn tươi 60g, sắc nước uống (Quảng Tây trung thảo dược)
- Ngoại thương xuất huyết: Lấy một nắm cây hoa cứt lợn, gĩa nát đắp vào chỗ bị thương (Quảng Tây trung thảo dược).
- Mụn nhọt mưng mủ chưa vỡ: Lấy một nắm cây hoa cứt lợn tươi, thêm chút đường đỏ, gĩa nát đắp vào chỗ bị thương (Quảng Tây trung thảo dược).
- Nga khẩu sang, đinh nhọt sưng đỏ: Lấy 10 - 15 g cành và lá cây hoa cứt lợn, sắc nước uống (Vân Nam trung thảo dược). "Nga khẩu sang" (miệng con ngỗng), còn gọi là "tuyết khẩu chứng" (miệng như có tuyết bám vào) là tên gọi dân gian của chứng bệnh "viêm miệng ap-tơ" (oral thrush), do nhiễm phải một loại nấm mốc gây nên; thường thấy ở trẻ nhỏ suy dinh dưỡng, tiêu chảy mạn tính, dùng kháng sinh và hormone tuyến thượng thận dài ngày.

Chứng trạng: niêm mạc miệng phát đỏ, xuất hiện những nốt trắng hay màng trắng, bệnh kéo dài sẽ lan tới lưỡi, lợi, vòm họng trên, những mảng trắng rất khó lau sạch; bệnh kéo dài có thể gây nhiễm khuẩn đường hô hấp, tiêu hóa...
- Sốt rét, cảm mạo: Lấy 15 - 20 g cành và lá cây hoa cứt lợn khô, sắc với nước, chia 2 lần uống trong ngày (Văn Sơn trung thảo dược).
- Phong thấp đau nhức, gãy xương (sau khi đã cố định lại): Lấy một nắm cây hoa cứt lợn tươi, giã nát, đắp vào chỗ đau (Văn Sơn trung thảo dược).

## Hình ảnh

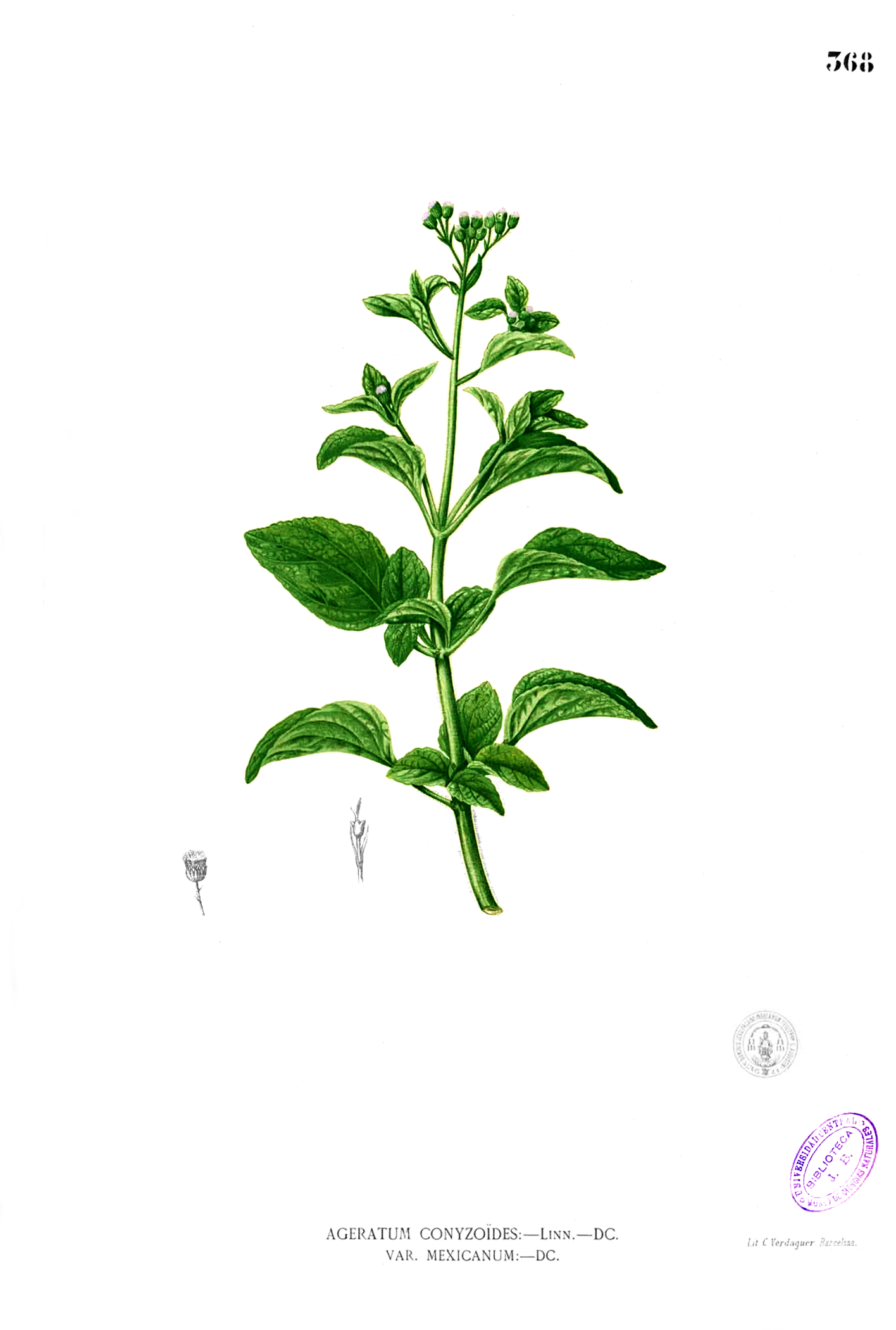
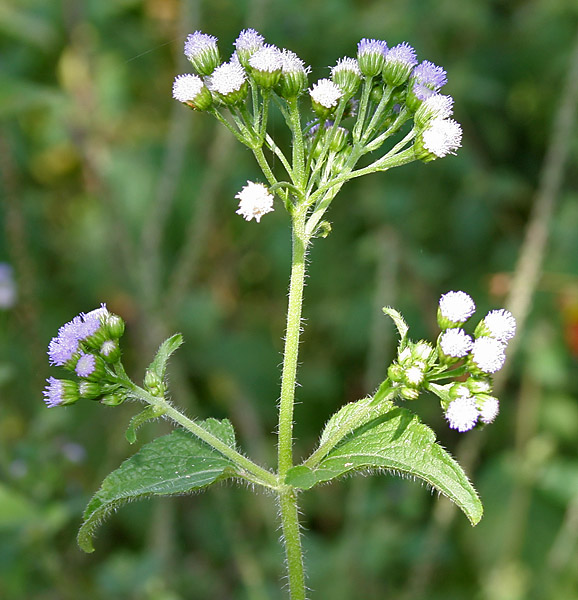
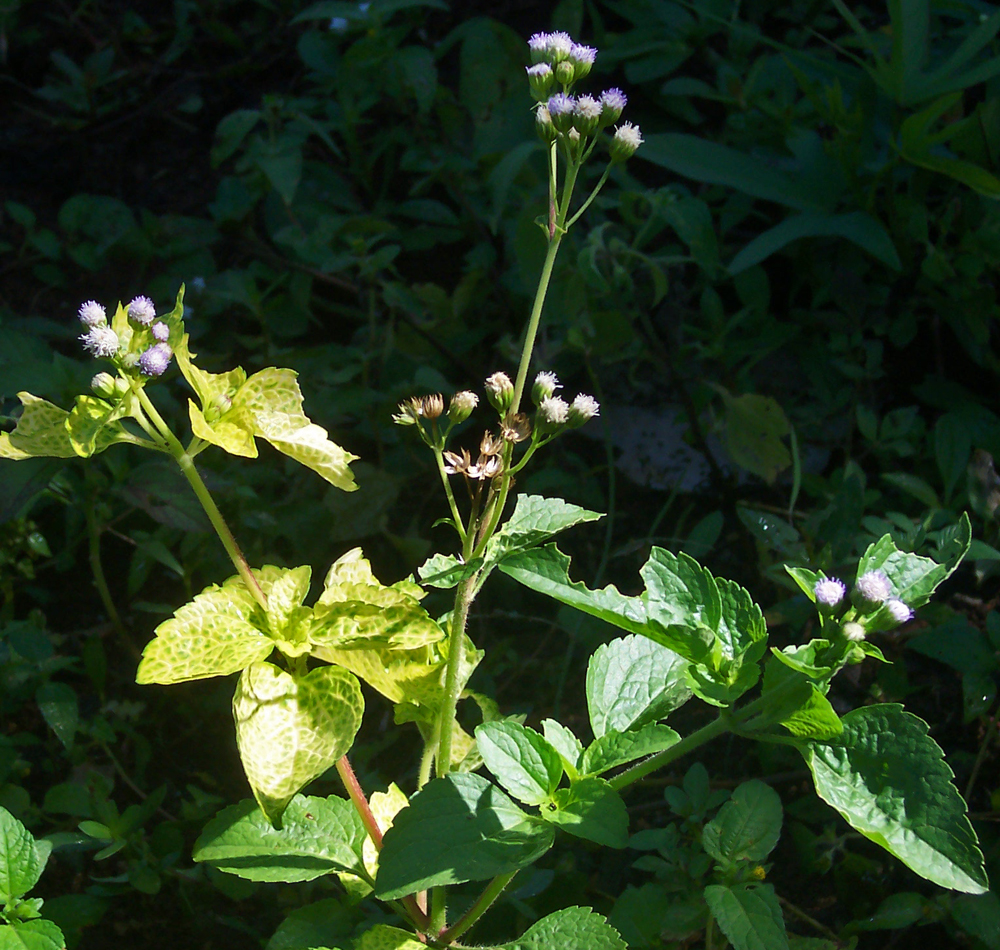